# Het ei van Karapolie
Het ei van Karapolie is het eerste album in de reeks van Sophie. 
Aanvankelijk werd het verhaal als een avontuur van Starter in Robbedoes gepubliceerd (1964) van nummer 1345 tot 1365. Het is Starters derde avontuur na "Starter tegen de Brokkemakers" en "Het huis aan de overkant". Sophie maakt haar stripdebuut in dit verhaal en krijgt al meteen een erg bepalende rol. Hoewel het oorspronkelijke idee was om Sophie enkel in dit verhaal te laten opdraven, bleek ze bij de lezers erg in de smaak te vallen. Daarom kreeg ze ook in het volgende verhaal van Starter een belangrijke rol. 
Van de reeks van Starter werd uiteindelijk enkel zijn eerste avontuur “Starter tegen de brokkenmakers” in albumvorm uitgegeven, ondanks dat hij eigenlijk de hoofdfiguur is in vier complete verhalen. De drie andere verhalen werden uiteindelijk uitgegeven in de Sophie reeks. Starter en Pieters behielden echter wel hun autorubriek in de Robbedoes tot 1978 en duiken nog regelmatig op als nevenfiguren in de Sophie strip.  Dit album werd uitgebracht door Dupuis in 1968 en in herdruk in 1980. Naast het hoofdverhaal is er ook het kortverhaal “De Jan-allemachtig” in het album gebundeld. 

## Het ei van Karapolie

### Personages
- Sophie
- Starter
- Pieters
- Mijnheer Karapolie
- Zoef
- Jozef
- Zjuul

### Uitvindingen van Karapolie
- Het ei
- Limonademachine

### Verhaal
In dit avontuur draait het helemaal om de nieuwste uitvinding van mijnheer Karapolie. Op een rustige dag maken Pieters en Starter een tochtje met Zoef, de zwarte oldtimer met het elektronische brein. Als ze bijna op het autokerkhof van de oude Jaap Breekal zijn, worden ze bijna aangereden door een rode wagen, die er haastig vandoor gaat. Starter en Pieters vinden de heer Breekal neergeslagen op de grond. Breekal komt snel weer bij en vertelt hen dat die vluchtende mannen boeven waren die op zoek waren naar een klein meisje. Dat kleine meisje blijkt Sophie te zijn die zich in de kast bij Breekal had verstopt. De boeven wilden Sophie ontvoeren om zo haar vader, mijnheer Karapolie te dwingen afstand te doen van zijn laatste uitvinding. Sophie haar vader is immers uitvinder en stuurt Sophie regelmatig voor onderdelen naar Breekal. Sophie vindt het geweldig om haar helden uit Robbedoes weekblad (dat ze altijd leest) in levenden lijve te ontmoeten en stelt hen voor om met haar mee te gaan. Met een kans om die bijzondere uitvinding van Sophies vader te zien, gaan ze op het aanbod in.
Mijnheer Karapolie is blij dat zijn dochter gezond en wel is. Hij voelt zich vereerd om kennis te maken met Starter en Pieters. Hij is een enorme fan van hun autorubriek. Karapolie heeft immers zelf een voertuig gebouwd dat nog grondig moet getest worden. Starter is hier erg benieuwd naar. Hij is dan ook erg verrast als het om een wagen zonder wielen blijkt te gaan, voor een groot gedeelte gemaakt uit glas zodat hij bijna geheel doorzichtig is. Vanwege de ovale vorm noemt Karapolie zijn uitvinding “het ei”. Het ei kan zich voortbewegen omdat het een motor heeft die lucht aantrekt. Hierdoor zweeft het als het ware over de grond en kan vrij hoge snelheid halen. Door de aantrekking van de lucht ontstaat er rondom het ei een soort luchtschild dat ondoordringbaar is. Dit betekent dat elk voorwerp hoe hard het ook moge zijn, afketst als het met het ei in aanraking dreigt te komen. Karapolie toont dit aan de heren door er een bal tegenaan te werpen die terugkaatst zonder dat dit met het ei in aanraking is gekomen. Tijdens een proefrit blijkt het luchtschild enorm handig wanneer Karapolie in botsing dreigt te komen met een andere wagen en nog meer wanneer hij door een militair oefendomein rijdt die het ei als een doelwit aanzien. Het ei overleeft het allemaal. 
De boevenbende die aangevoerd wordt door Zjuul blijft hardnekkige pogingen doen om toegang te krijgen tot het ei. Zij werken voor een figuur die zich excellentie laat noemen. Starter doet zelf enkele proefritten met het ei alvorens naar Bretagne af te reizen. Hij vindt het niet veilig met die boevenbende en besluit 's nachts het ei te bewaken. De boevenbende overmeestert hem echter en ontvoert hem en het ei naar Frankrijk. Starter ontdekt daar wie het brein achter de hele operatie is. Het blijkt Barbapapa, ex-president van Chicharonna te zijn, die was afgezet wegens tiranniek beleid. Hij wilde het ei gebruiken om weer aan de macht te komen. Sophie is ondertussen niet bij de pakken blijven zitten. Omdat haar vader en Pieters niet naar haar raad wilden luisteren gapt ze de sleutels van Pieters en zet zich achter het stuur van Zoef. Ze herinnerde zich immers uit een verhaal van Starter dat Zoef een goede spoorzoeker bleek te zijn. Zoef brengt Sophie naar Starter. Het drietal slaagt er uiteindelijk in om die dievenbende te stoppen en aan de politie uit te leveren.

## De Jan-Allemachtig
Dit verhaal van 6 pagina's is verschenen in Robbedoes nummer 1476 (1966). Een tekening van Sophie staat op de cover van dit nummer. Het is de eerste keer dat Sophie op de cover van het weekblad staat.

### Personages
- Sophie
- Bertje
- Doris
- Fred
- een agent

### Uitvindingen van Karapolie
- De jan-allemachtig

### Verhaal
Sophie en Bertje zijn op vakantie aan zee. Sophie toont Bertje trots de nieuwste uitvinding van haar vader. Het blijkt om een mini-graafmachine te gaan die radiografisch kan worden bestuurd.
Plots komt er een aantal bankbiljetten aangewaaid. Sophie merkt dat het dollarbiljetten zijn en vermoedt dat ze vals zijn omdat ze allemaal hetzelfde nummer hebben. Alvorens ze nog iets kunnen doen, worden ze door twee mannen gegrepen en opgesloten in een kamer. Het blijken Doris en Fred, valsemunters die ook beslag hebben gelegd op de jan-allemachtig om geen sporen na te laten. Sophie is echter nog steeds in het bezit van haar zendertje en bestuurt de mini-graafmachine vanuit haar gevangenis. Zo weet ze niet alleen de boeven op een slimme manier uit te schakelen, maar ook de politie te waarschuwen zodat de boeven kunnen worden ingerekend.